# José Luis Cano (ilustrador)
José Luis Cano Rodríguez (Zaragoza, 15 de abril de 1948) es un ilustrador, humorista gráfico, pintor y escritor español.

## Trayectoria
Se formó en la Escuela Superior de Bellas Artes de San Jorge (Barcelona), en el Estudio Rabadán (Zaragoza) y en la Escuela de Artes y Oficios de Zaragoza.
En los años 70 formó parte de colectivos de artistas aragoneses con vocación activista como Azuda 40 y el Colectivo Plástico de Zaragoza.En esa década comenzó a trabajar como diseñador gráfico e ilustrador para medios institucionales y culturales.
Ha publicado tiras gráficas diarias de humor en medios como Andalán, El Día de Aragón, El Periódico de Aragón y Heraldo de Aragón.
Ha ejercido como crítico de arte en publicaciones como Andalán.
En 1989 colaboró con la Televisión Española en Aragón realizando una caricatura diaria para el informativo regional.
Además de formar parte de numerosas exposiciones colectivas, ha protagonizado más de cincuenta muestras individuales, como Diálogo de sordos, expuesta en 2007 en La Lonja de Zaragoza como recorrido por sus últimos veinte años, Las sitiadas, ilustraciones originales de su libro homónimo sobre las heroínas de los Sitios de Zaragoza, exhibida en 2009 en el Paraninfo de la Universidad de Zaragoza,y Mujeres del siglo XX, instalada en 2010 en la Casa de la Mujer de Zaragoza.
Ha publicado libros ilustrados como La gran función de Luis Buñuel (1999), La vida del Papa Luna (2006),y Constanza y yo (2023).También ha desarrollado numerosos trabajos como ilustrador de libros de terceros; entre ellos, en 2024, el escrito por Irene Vallejo titulado El inventor de viajes, versión para todos los públicos del clásico de Luciano de Samósata Historia verdadera,y en 2025, el libro de poemas para niños Las cuatro esquinas, de Adolfo Burriel.
En 2016 se estrenó el documental Cano, de profesión incierta, dirigido por Emilio Casanova y coproducido por Aragón TV, centrado en sus inicios y evolución como pintor, ilustrador y viñetista.

## Reconocimientos
Como pintor, recibió la Medalla de Oro en el Certamen Juvenil Nacional en Pamplona, Medalla de Plata en la V Bienal de Zaragoza (1971) y Medalla de Plata en el Premio San Jorge de Zaragoza.
Ganó en cuatro ocasiones el concurso de cartel anunciador de las Fiestas del Pilar de Zaragoza: en 1980, 1982, 1985 y 1987.
En 2002 se le otorgó la Medalla de Oro "Santa Isabel de Portugal" de la Diputación Provincial de Zaragoza por su trayectoria profesional.
En 2009 fue nombrado Hijo Predilecto de Zaragoza.